# 学校法人成城学校
学校法人成城学校（がっこうほうじんせいじょうがっこう）は、東京都新宿区原町3丁目に所在し、成城中学校・高等学校と牛込成城幼稚園を運営する学校法人。

## 概要
1885年（明治18年）に日本体育会（現在の学校法人日本体育大学）の創立者でもある日高藤吉郎が設立。当初は、軍人志望の少年への予備教育を目的とする学校だった。
1955年（昭和30年）に成城学校創立70周年記念事業として牛込成城幼稚園を設置する。
「成城」という名は、中国の古典詩経大雅篇にある、「哲夫成城」が由来。
世田谷区に所在する成城学園は、成城学校より分離独立した学校法人。

## 沿革
出典
- 1885年（明治18年）1月15日 - 京橋区（現在の中央区）築地に「文武講習館」創立。軍人志望の少年を養成。
- 1886年（明治19年） - 「成城学校」と改称。陸軍士官学校予備科・幼年学校及教導団予備科等を廃止し[4]、幼年科・青年科を設置。
- 1891年（明治24年） - 宮内省より牛込区原町（現在の法人所在地）の校地を下賜され、移転。
- 1895年（明治28年） - 尋常中学校課程に則り、予科2年・尋常科3年・高等科1年に改正[4]。
- 1897年（明治30年） - 予科・尋常科を廃し、尋常中学科（修業年限5年）に改正[5]。
- 1899年（明治32年） - 第二次中学校令発布に伴い、尋常中学科を改め中学科に改正[5]。
- 1903年（明治36年） - 私立成城学校として法人化[6]。
- 1917年（大正6年） - 成城学校中学科を「成城中学校」と改称、成城尋常小学校開校。
- 1920年（大正9年） - 校舎改築・落成[7]。
- 1923年（大正12年） - 成城第二中学校を併設。
- 1925年（大正14年） - 成城第二中学校を分離・別財団とし、北多摩郡砧村（現在の世田谷区成城）に移転（後の成城学園）。
- 1929年（昭和4年） - 成城学園財団に成城尋常小学校を移管・移転。
- 1930年（昭和5年） - 新校舎（鉄筋コンクリート三階建）落成[7]。
- 1947年（昭和22年） - 学制改革に伴い、新制「成城中学校」発足。
- 1948年（昭和23年） - 学制改革に伴い、新制「成城高等学校」発足。
- 1955年（昭和30年）- 牛込成城幼稚園を併設。

## 設置学校

### 高等学校
- 成城高等学校

### 中学校
- 成城中学校

### 幼稚園
- 牛込成城幼稚園